# مشهد (أفغانستان)
مشهد (بالفارسية: مشهد) هي قرية في ولاية بدخشان في شمال شرق أفغانستان.